# Huang Lei
Huang Lei (chino: 黄磊, pinyin: Huang Lei) es un actor, director de cine, cantante, guionista y modelo chino. 

## Biografía
Nació en el 6 de noviembre de 1971 en Nanchang, Jiangxi, y actualmente reside en Pekín.
En 1995 entró a formar parte del Departamento de funciones en la Academia de Cine Beijng, 4 años después, ingresó al instituto del Departamento de Espectáculos Cinematográficos, en la que tuvo una especialización como productor de películas. Cuando se graduó en 1997, se quedó a residir en Beijing y trabajó como profesor en la Film Academy . "黄磊 详细 介绍 _ 明星 资料 库 _ 搜狐". 

## Filmografía[2][3]

### Cine
- Cars 3 (2017) Doblaje para China
- What a Wonderful Family (2017)
- Beginning of the Great Revival (2011)
- Showtime (2010)
- CJ7: The Cartoon (2010)
- Fit Lover (2008)
- CJ7 (2008)
- 38 Degrees (2003)

### Programas de variedades
| Año              | Programa           | Notas                  |
| ---------------- | ------------------ | ---------------------- |
| 2015 - presente  | Go Fighting!       | miembro                |
| 2018             | Who's the Keyman?  | (ep. #9-10) - invitado |
| 2017             | Who's the Murderer | (ep. #12) - invitado   |
| 2015, 2017, 2018 | Happy Camp         | 5 episodios - invitado |